# Fibben Hald

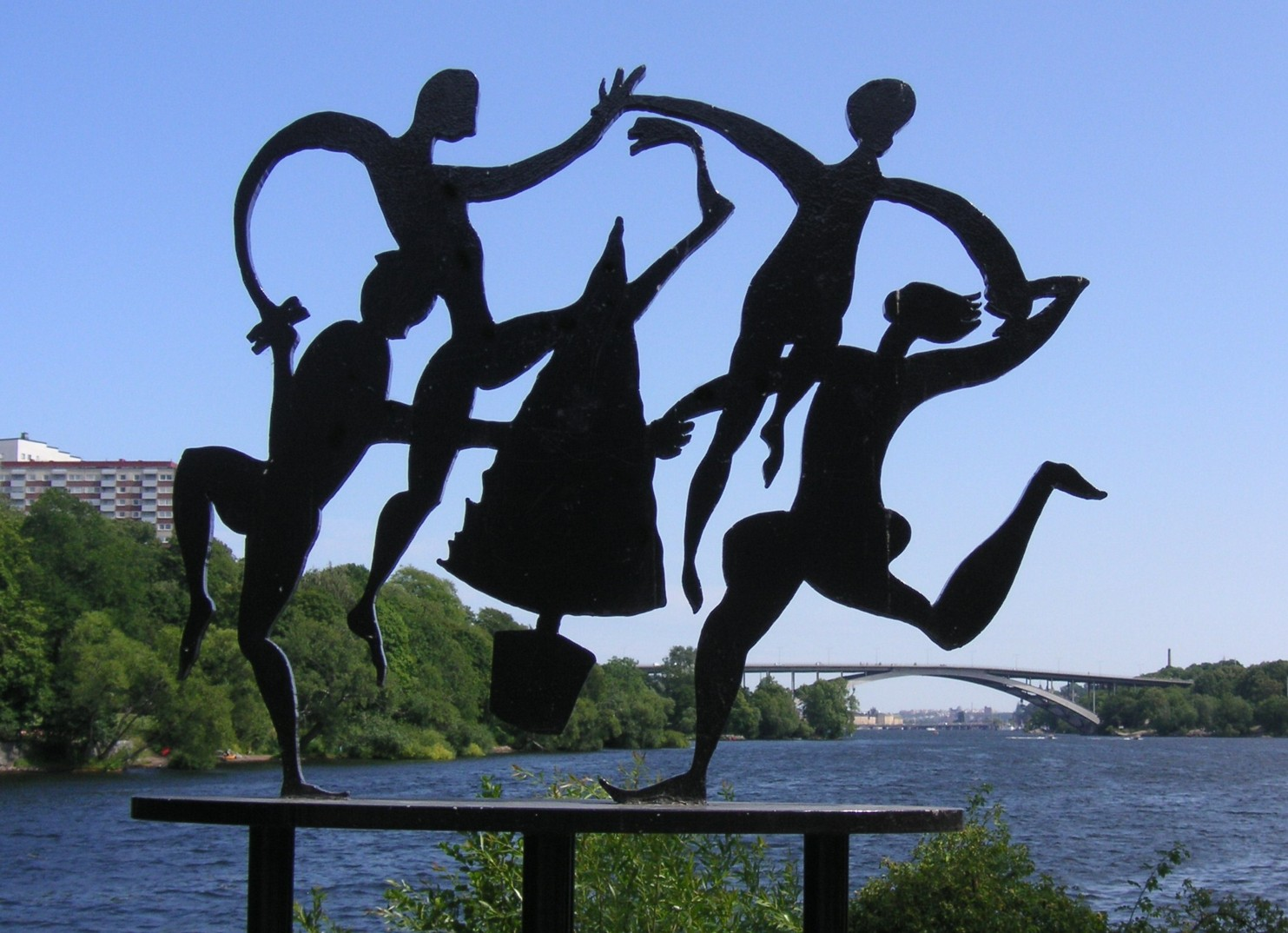
Fibben Halds skulptur Dansen kring granen.

Niels-Christian "Fibben" Hald, född 12 juli 1933 i Orrefors, Kalmar län,  är en svensk illustratör och tidningstecknare. Han är son till Edward Hald.
1956 till 2012 medverkade Hald i Svenska Dagbladet. Särskilt känd blev han för sina många - enligt tidningens uppskattning cirka 10.000 - illustrationer till dagsverser av Kajenn. 
Fibben Hald debuterade 1963 som barnboksillustratör i Lennart Hellsings Katten blåste i silverhorn. Hans barnboksillustrationer kännetecknas av humor och lekfullhet. Han arbetar med små medel och låter sina bilder verka på djupet. Han tror inte på särskilda illustrationer för barn, hans bilder blir bilder för alla åldrar.
Fibben Hald har illustrerat flera av Lennart Hellsings böcker, bland annat Fabel från Babel (1974), Ägget (1978), Vitt (1984), Tom trumpetarson (1988) och Att handla är nödvändigt (1991).  Hösten 2000 utkom Annika Holms bok Anton och drakarna, som är illustrerad av Fibben Hald. 
Fibben Hald har belönats med många priser och utmärkelser, däribland Elsa Beskow-plaketten 1964, Litteraturfrämjandets stora pris 1978 och Rabén & Sjögrens tecknarstipendium 1979.
Hald finns representerad vid bland annat Nationalmuseum i Stockholm och Nordiska Akvarellmuseet. Han är även representerad med skulpturer i offentliga miljöer, till exempel Dansen kring granen i Luxparken på Lilla Essingen i Stockholm.